# Odense-szimfónia
Wolfgang Amadeus Mozart egyik korai műve az a-moll, más néven Odense szimfónia. Nevét onnan kapta, hogy 1982-ben Odense dániai településen a helyi szimfonikus zenekar archívumának vezetője egy „Sigr. Mozart”-nak tulajdonított a-moll szimfóniát talált. Ez a szimfónia megfelelni látszott a Köchel-jegyzékben K. 16a alatt említett, feltételezett műnek.
Ludwig Köchel ezt a szimfóniát 220-as szám alatt a függelékben említette meg. Alfred Einstein számozta át K16a-ra, azzal a megjegyzéssel, hogy "a korai mű keletkezése teljesen jól felismerhető, már a kevés ismert ütemből is". Hogy Einstein miért a londoni szimfóniák között említette meg, arra Leopold Mozart egyik Lorenz Hagenauernek 1765. február 8-án kelt levelét használja fel indoklásnak: "15-én este koncertet adunk… A koncerten elhangzó szimfóniákat mind Wolfgang Mozart szerezte. Saját kezűleg kell lemásolnom, ha csak nem akarok minden lapért egy shillinget fizetni". Szerinte ezek a szimfóniák a K. 16, K. 16a, K. 16b és a K. 19 vagy a K. 19a számok alatti műveknek felelnek meg. A legfrissebb Köchel-jegyzék megtartotta ezt a számozást, annak ellenére, hogy semmilyen más bizonyíték nem létezik.
A mű másolatáról legközelebb egy hamburgi kiadó, Johann Christoph Westphal 1786-os újsághirdetésében találkozhatunk.
Valószínűleg az Odense Club (helyi szociális szervezet) a szimfónia szólamait 1793-ban szerezte meg, talán Westphaltól vagy érdekeltségi köréből. És így került az archívumba. Nincs dokumentum arról, hogy 1982 előtt (tehát mielőtt a mű előkerült) Odenesében elhangzott volna a mű.
Neal Zaslaw szerint a mű stílusa megegyezik Mozart más korai szimfóniáival. Jens Peter Larsen talált hasonlóságokat más Mozart művekkel, ezért autentikusnak titulálta, és szerinte valamikor az 1760-70-es évek évfordulóján keletkezhetett.
Zaslaw viszont kimutatott eltéréseket. Megemlíti, hogy Mozart sok korai szimfóniája Leopold Mozart hamisítványa – ezért ebben az esetben a "Sigr Mozart" gyanúsnak tűnik.

## Külső hivatkozások
- K016a – The Symphony in a-minor "del Sigr. Mozart" Dennis Pajot írása a Mozart fórumon